# ルートヴィヒ・アンドレーアス・フォン・ケーフェンヒュラー
ルートヴィヒ・アンドレーアス・フォン・ケーフェンヒュラー（Ludwig Andreas von Khevenhüller, 1683年11月30日 - 1744年1月26日）は、オーストリアの貴族、軍人。階位は伯爵、元帥。同時代に活躍したヨーハン・ヨーゼフ・フォン・ケーフェンヒュラー＝メッチュは従弟。

## 概歴
スペイン継承戦争に参加し、戦後の1716年からプリンツ・オイゲンが生涯にわたって保有していた竜騎兵連隊の連隊長代理を務めた。これは当時の軍制の関係で、オイゲンが軍全体の指揮官に昇任しても、連隊長の地位はそのままにされたからである。そしてオイゲン指揮下で対オスマン帝国戦争（墺土戦争）に従軍。ペーターヴァルダインの戦い、ベオグラード包囲戦に参加した。1733年には中将に昇進した。
ポーランド継承戦争ではイタリア方面での戦闘に参加。パルマの戦いでクロード・フロリモン・ド・メルシーが戦死した後一時的にイタリア方面の最高指揮官となるなど、オーストリアの主要な将軍の一人となっていた。1737年からのオスマン帝国との戦争にも彼は参加した。
彼はオーストリア継承戦争における活躍で歴史にその名を残した。戦争勃発時彼はウィーン防衛指揮官であったが、フランス、バイエルン軍がベーメンに深入りしたところを見計らって反攻に出、両軍の後衛を駆逐して主力との連絡を絶つとリンツを包囲して守備隊を降伏せしめ、さらにはバイエルン領に攻め込んでミュンヘンをも占領した。
当時オーストリアは孤立して存亡の危機を迎えていたためマリア・テレジアは大いに喜び、彼に称賛の手紙と、自身と幼い息子ヨーゼフ2世がともに描かれた肖像画を贈った。その後、彼は軍団の指揮官とされたカール・アレクサンダー・フォン・ロートリンゲンの後見役として、依然としてボヘミアとバイエルンの両域に居続けたフランス、バイエルン軍との戦闘に従事した。
1743年のうちには、最終的にフランス軍を駆逐してライン川の方向へ進軍することができたが、翌1744年に急死した。
ケーフェンヒュラーは後輩のレオポルト・フォン・ダウンにオーストリア軍の問題点とその対策についての考察ノートを残した。ダウンはその後のオーストリア軍の改革にそれを活かした。